# Paul Giniewski
Paul Giniewski, né à Vienne (Autriche) le 18 février 1926 et mort le 13 juillet 2011 à Paris 16e,, est un écrivain, journaliste et historien français.
Il est connu pour son engagement dès l'âge de dix-sept ans dans la Résistance juive en France durant l'Occupation, ainsi que pour ses travaux en faveur du rapprochement judéo-chrétien, et contre l'antisionisme et l'antisémitisme.

## Éléments de biographie

### Jeunesse et formation
Paul Giniewski naît au sein d'une famille juive en 1926, dans l'Autriche pré-hitlérienne. Son père, Josef Giniewski, est un entrepreneur spécialisé dans la production de textiles hygiéniques. Sa mère, Sarah-Perl Kessler, est issue d'une famille religieuse. Il a trois sœurs et un frère aîné.
En 1935, alors qu'il n'a que neuf ans, peu avant l'Anschluss, ses parents se réfugient en Belgique, où son père transfère son entreprise. Paul Giniewski racontera en 1992 sa courte jeunesse viennoise dans son livre L’enfant de Währing et dans son dernier livre, écrit avec son frère dont il retrace la vie, Un juif simplement bleu et blanc.
Il poursuit ses études à Bruxelles où en mai 1940, à quatorze ans, il voit son père et son frère Otto se faire interner en tant que « sujets ennemis », car le gouvernement belge avait imposé la nationalité allemande aux ressortissants autrichiens « même aux Juifs qui avaient fui les nazis ! ». D'abord réfugié en France, à Montpellier où il est lycéen, sa famille a « alors commis une faute majeure » en rentrant en Belgique, contresens traduisant le désarroi des Juifs « et leur aveuglement devant la “correction” affichée par les Allemands ». Entré avec sa famille dans la clandestinité en 1942 après la réception d'une convocation pour le service du travail obligatoire, il retourne en France quand, en mars 1943, son frère le fait chercher et amener à Grenoble.

### Seconde Guerre mondiale
En avril 1943 (mois au cours duquel sa sœur Ruchel Rosa Bleiberg-Kimel (Giniewski), née à Stanislawow le 7 mars 1914, déportée de Vienne en Autriche, est assassinée à Auschwitz), à l'âge de dix-sept ans, Paul Giniewki rejoint la Résistance française à Grenoble sous le pseudonyme de Paul Vidal, et intègre le Mouvement de la jeunesse sioniste (MJS créé en 1941 par Joseph Fisher, du KKL-France). Ce réseau est coordonné par son frère, Otto Giniewski dit Toto, de six ans son aîné. Il parcourt la campagne grenobloise en défiant les barrages allemands pour trouver dans les villages des maires ou des curés qui acceptent de fournir des caches, ou des tampons officiels, ou des cartes d'alimentation, ou des papiers : certificats de domicile, de naissance, de mariage, ou de baptême, qui servent à fabriquer la nuit des faux papiers pour des réfugiés juifs qui se cachent de la Gestapo. Il noue des contacts avec d'autres réseaux de résistance juive (EIF et la Sixième, OSE, etc.) qui n'étaient pas séparés par des cloisons étanches et souvent reliés par l'idéal sioniste. Il s'implique jusqu'à la frontière avec la Suisse où les documents administratifs contrefaits que son réseau produit, parfois jusqu'à cinq cents d'un coup, servent à exfiltrer notamment des enfants ; d'autres réseaux nationaux bénéficient de leur production de faux papiers, dont des résistants de la police parisienne et le Mouvement de libération nationale (MLN).
Durant cette période, il trouve le temps d'écrire, et adhère à plusieurs sociétés d'écrivains locales. Il rédige aussi la Lettre d'information clandestine de son réseau, qui donne des nouvelles sur la guerre en Palestine, les kibboutz, les possibilités d'immigration,. Juste après l'armistice, en 1945, il publie Les seigneurs sous la pierre : 1942-1944, dans lequel il relate des récits de Résistance.

### Reconnaissance
En 1971, il est cité dans le recueil 58 actions héroïques de la Résistance, aux côtés du colonel Remy, du maréchal de Lattre de Tassigny, de Roland Dorgelès, de Romain Gary, de Christian Pineau, etc.
En 2005, lui est décerné le titre de combattant de la guerre de 1939-1945 avec la croix du combattant, à la suite d'une demande introduite par le MJS un demi-siècle plus tôt.
En 2009, il évoque dans Une résistance juive cette partie de sa vie. S'il y évoque les concours apportées par des prêtres, ou par des religieuses qui cachaient des Juifs, il raconte aussi sa prise de conscience, que sa résistance en France ne fut qu’un épisode du combat commencé depuis l'Antiquité, la lutte du peuple juif pour son existence : « cette période s'est démesurément étendue jusqu'à nos jours, ne s'est jamais terminée, puisqu'Israël mène à nouveau une guerre de survie. »

## Pensée

### Dialogue avec l'Église catholique
Giniewski est un disciple de Jules Isaac dans sa façon d'analyser l'antisémitisme chrétien et de le combattre. Il divise son livre La croix des Juifs (1994) en quatre parties qui développent et approfondissent les thèmes de Jules Isaac : L'enseignement du mépris, La pratique du mépris, Esquisse d'un enseignement de l'estime, La timide pratique de l'estime. Évoquant la voie sur laquelle le concile Vatican II s'est engagée, il n'hésite pas, au-delà de la conférence de Seelisberg et de l'encyclique Nostra Ætate, à appeler de ses vœux « un sionisme chrétien ».
Une même perspective se retrouve dans L'antijudaïsme chrétien (2000) : sa deuxième partie expose « le nouvel enseignement de l'estime » rendu possible par Jules Isaac et le pape Jean XXIII. Allant plus loin, il dit espérer un prochain concile à Jérusalem.
Cependant, la radicalité de Giniewski n'est pas toujours aisément reçue. Dans son livre La croix des Juifs, le père Jean Dujardin dit avoir accepté d'en rédiger la préface parce que Giniewski « marque sa volonté d'ouvrir un dialogue vrai et authentique entre Juifs et Chrétiens », mais avoue sa gêne « que ce livre tourne parfois au pamphlet » et lui reproche des citations sorties de leur contexte, des événements insuffisamment analysés, une insuffisante attention à la chronologie ; et pourtant, dit ce prêtre, « les chrétiens doivent entendre un tel récit si injuste qu'il leur apparaisse. C'est le cri d'un homme révolté, qui a souffert et qui souffre encore, ou plutôt qui porte dans sa chair la souffrance d'un peuple auquel il s'identifie totalement. [...] Il fallait certainement que ce qu'il écrit soit écrit pour désigner le mal, l'exorciser et ouvrir la voie à un dialogue à nouveau possible. »

### Lutte contre l'antisémitisme et l'antisionisme
Selon Giniewski, « Le sionisme est par excellence une résistance à la persécution, à l'assimilation, à la disparition. [...] Le sionisme est autodéfense, auto émancipation, prise en mains de leur sort par les Juifs eux-mêmes. » Il y consacre sa vie entière, le dit dans une de ses dernières interview : la résistance où il entra très jeune n’a pour lui jamais pris fin. D'où les combats littéraires qu'il mène sur tous les fronts : pour Israël, contre les ennemis d'Israël, et contre les amis d'Israël qu'il juge dangereux pour Israël.
Il poursuit l'étude de l'antisémitisme dans le prolongement de Léon Poliakov, qui préface son livre La croix des Juifs.
Il prolonge également Léon Poliakov qui fut l'un des premiers, dès 1969, à mettre en évidence le lien entre antisémitisme et antisionisme, à « montrer comment, sous le prétexte d'une attitude critique envers l'Etat juif et ses partisans, une antique passion inspirée par la haine continue à se frayer un chemin ». Giniewski reprend le thème deux fois, en 1973 et 2005, sauf qu'il identifie les deux : « L'antisionisme et l'antisémitisme sont la même vilenie et produisent les mêmes effets. L'antisionisme est par excellence le nouvel antisémitisme. »

## Appréciations

### Polémique judiciaire
Paul Giniewski obtient en janvier 2006, à 80 ans, une condamnation de l'État français par la Cour européenne des droits de l'homme pour atteinte à sa liberté d'expression,.
En 1994, il avait publié dans Le Quotidien de Paris un article intitulé « L'obscurité de l'erreur » critiquant l'encyclique Splendeur de la vérité de Jean Paul II, publiée en 1993. L'Agrif avait porté plainte pour diffamation raciale envers la communauté chrétienne, visant la phrase suivante : « De nombreux chrétiens ont reconnu que l'antijudaïsme des Écritures chrétiennes et la doctrine de l’"accomplissement" de l'Ancienne Alliance par la Nouvelle conduisent à l'antisémitisme et ont formé le terrain où ont germé l'idée et l'accomplissement d'Auschwitz. » Giniewski avait été condamné pénalement par un jugement, infirmé en Cour d'appel mais validé en Cour de cassation.
La Cour européenne a cassé cette condamnation en « considér[ant] qu'il est primordial dans une société démocratique que le débat engagé, relatif à l'origine de faits d'une particulière gravité constituant des crimes contre l'humanité, puisse se dérouler librement. Elle a par ailleurs eu l'occasion de noter que “la recherche de la vérité historique fait partie intégrante de la liberté d'expression” ». Et que l’article de Giniewski apportait une contribution au débat sur les diverses causes possibles de l’extermination des Juifs en Europe, question présentant un indiscutable intérêt dans une société démocratique, et ne comportait aucune attaque contre les convictions religieuses en tant que telles.

### Polémique à propos de Simone Weil
Le livre Simone Weil ou la Haine de soi retrace la vie de la célèbre philosophe convertie au christianisme comme un exemple extrême du phénomène de la haine de soi juive. Le sujet est récurrent dans l'œuvre de Paul Giniewski, qui stigmatise « les Juifs et les Israéliens qui tendent l'autre joue » et le « masochisme juif [qui] n'est d'ailleurs qu'un cas particulier des tendances suicidaires du monde contemporain ». Dans son livre contre Simone Weil, il analyse son antisémitisme de façon vigoureuse, sans égard aux hommages saluant cette philosophe dont le mysticisme est quasi béatifiée. D'où une vive polémique. Dans la revue Esprit, Wladimir Rabinovitch l'accuse d'être « un homme poursuivi par sa propre haine et le fantasme d'une idéologie enfermée dans sa propre cellule », tout en condamnant « l'abomination » de certaines des formulations de Simone Weil. À l'inverse, Léon Poliakov juge que Giniewski traite « ce type de questions difficiles [...] en mettant à nu les racines d'un antisémitisme dont les Juifs subissent les effets tout en refusant parfois d'en reconnaître les origines évidentes. » D'autres critiques sont publiées dans Le Figaro, auxquels Giniewski répond sans reculer.

### Développement séparé en Afrique du Sud
L'intérêt que portait Giniewski au problème du développement de régions désertiques le conduit à s'intéresser aux cas sud-africains, notamment aux Bochimans de l'actuelle Namibie, peuple qui vivaient alors à l'âge de pierre, dans des conditions particulièrement rudes du fait du climat. Leur situation le rendait « partisan de la politique de développement séparé, dans la mesure où cette politique doit conduire à des États bantous. » 
Sa réflexion porte sur « le problème économique [qui] consiste à greffer une pensée moderne à des hommes qui ont des millénaires de retard » par rapport à la civilisation moderne. Il s'oppose fortement aux options du docteur Schweitzer et cite des auteurs publiés par des journaux progressistes. Sa position put être jugée réactionnaire car allant à l'encontre d'idées répandues à l'époque des décolonisations, pourtant il critique les atermoiements des Blancs sud-africains et rejette leur discrimination raciale :

« Je suis l'adversaire de toute discrimination raciale. J'ai écrit que je suis l'adversaire des lois de discrimination raciale de l'Afrique du sud, et que je conçois celles des mesures de l'apartheid qui veulent promouvoir les spécificités des Bantous comme des mesures provisoires : ce sont comme des échafaudages qu'on élève pendant la construction d'une maison, mais qu'on ne peut évidemment pas conserver une fois la maison terminée.  »

Si la supériorité de la civilisation occidentale lui paraît « incontestable dans certains domaines », notamment techniques, l'erreur est de la croire supérieure dans tous les domaines. Les cultures « ne sont ni inférieures, ni supérieures, elles sont différentes. Et il est souhaitable que chaque culture continue à apporter au progrès commun de la civilisation, la contribution de son propre génie », comme le conçoit également Claude Lévi-Strauss.

### Autres appréciations
Intellectuel qui ne mâche pas ses mots, presque provocateur, voire pugnace, Paul Giniewski vise l'action, défend Israël avec passion. Il dit : « Je ne crois pas aux adjectifs, je crois aux verbes » ; ou « dans ce monde atroce où vit Israël, on ne mettra pas fin à l'atrocité en tendant l'autre joue ». Léon Poliakov dit qu'« il reflète les sentiments des Juifs militants, francs et déclarés, et non celui des Juifs honteux [...] il ne subsiste que trop de Juifs à masquer leurs véritables sentiments, voire à renier leurs origines. Ni ce reniement, ni cette hypocrisie, ni cette lâcheté ne caractérisent Paul Giniewski dans le choix de ses sujets et de leur traitement ». Cela lui vaut de l'admiration ou des critiques parfois acerbes.
Ainsi Robert Redeker voit en lui un descendant des Macchabées, et un critique remarque que s'il encourage la fermeté, son discours n'est pas unilatéral et en appelle à la compréhension et à l'estime[pas clair]. Par contre, d'autres qui rejettent la tradition politique israélienne issue de Joseph Trumpeldor, Jabotinsky et Menahem Begin, soit le combattent tout en le respectant, soit le condamnent absolument, comme Wladimir Rabinovitch qui le dénonce comme « un homme poursuivi par sa propre haine et le fantasme d'une idéologie enfermée dans sa propre cellule ». Cependant la sévérité de son livre sur la mystique chrétienne Simone Weil aura fait plus de vagues que ses remarques sur le terrorisme islamiste, car loin d'attaquer l'islam comme tel, il appelle à une alliance « judéo-christiano-islamique contre les fous du Hamas, du Hezbollah et les fondamentalistes chiites iraniens ».

## Influence de ses idées
Parmi les Juifs français, les idées de Paul Giniewski, particulièrement ses écrits en prise directe sur l'actualité (La Guerre des Pierres, 1990 ; La Guerre des Hommes-bombes, 2006 ; articles pour Le Lien Israël-Diaspora et Arutz 7, etc.), ont pu avoir une influence sur une partie de la jeunesse, notamment lors de la forte augmentation de l'émigration française vers Israël au début du xxie siècle.
La radicalité de ses concepts souvent fondés sur des retournements provocateurs (eg. « la Croix des Juifs », « Livre noir, livre blanc »), la force de ses formules (eg. « Hommes-bombes »), son actualisation des idées de Vladimir Jabotinsky, ses analyses du mécanisme de la Haine de soi juive, trouvent des prolongements dans des œuvres comme celle de Pierre Lurçat ou Pierre Rehov, voire Shmuel Trigano, Georges-Elia Sarfati et d'autres, car Giniewski maintient des perspectives positives, comme le reconnait Jean Dujardin. Son approche paraît aussi en phase avec un courant devenu important en Israël depuis 2001 et la Seconde Intifada.

## Publications

### Livres
- Un Juif simplement bleu-blanc, Tricorne, 2014, 201 p. – La vie de son frère (Eytan Guinat, co-auteur) racontant la création et le développement de l'État d'Israël.
- Une affaire de poisons. Enquête sur une mystification anti-israélienne, éd. Làpart de l'esprit, 2010, 238 p. – L'hospitalisation en 1983 de centaines d'écolières palestiniennes soi-disant empoisonnées.
- Une résistance juive. Grenoble 1943-1945, Cheminements, 2009, 295 p. – « Il y eut aussi une Résistance spécifiquement juive » (aperçu en ligne).
- Israël et l'Occident. Obscurités et clartés, Cheminements, 2008, 313 p. – Ce livre est comme un condensé de son œuvre, reprenant en les actualisant l'essentiel de sept de ses précédents livres[54],[58].
- Le contentieux israélo-arabe, Cheminements, 2007, 203 p. – Analyse des trois séries de griefs qui alimentent ce conflit qui dure depuis plus de 70 ans[59],[60].
- La guerre des Hommes-bombes. Israël 2000-2006, Cheminements, 2006, 470 p. – La Seconde intifada vue du point de vue israélien (aperçu en ligne)
- Antisionisme : le nouvel antisémitisme, Cheminements, Paris, 2005, 318 p. – Au commencement du xxie siècle, le conflit israélo-arabe a procuré à la haine antisémite une dynamique nouvelle : l'antisionisme (aperçu en ligne).
- L'antijudaïsme chrétien. La Mutation, Salvator, 2000, 686 p. – Recensement de « toutes les interprétations erronées » relatives à la « prétendue culpabilité du peuple juif qui a engendré des sentiments d’hostilité séculaires à son égard », et passage de l’ancien « enseignement du mépris » au nouvel « enseignement de l’estime » (bonnes feuilles sur le Serviam catholique).
- Préhistoire de l'État d'Israël, éd. France-Empire, 1997, 391 p. - Sur les racines plusieurs fois millénaires du pays d'Israël et la genèse de l'État juif refondé en 1948. 
Réédition complétée de L'an prochain à Jérusalem - Préhistoire de l'État d'Israël, Paris éd. Atlantic et Genève éd. Slatkine, 1990, 237 p.
- La croix des Juifs, préfacé par Léon Poliakov et le père Jean Dujardin, éd. MJR, Genève, 1994, 450 p. – Jean Dujardin : « Ce livre est un livre terrible. »
- L'enfant de Währing, M.J.R., Genève, 1992, XX p. - Roman autobiographique de son enfance viennoise, à l'époque où les croix gammées commencent à envahir l'Autriche.
- La Guerre des Pierres (également sous le nom de Paul Vidal-Grégoire, qui est son pseudonyme de résistant), éd. Atlantic, Paris, 1990, 358 p. – Une histoire de la Première intifada.
- Le Combat d'Israël : mythes et réalités, Anthropos, Paris, 1987, 292 p[47].
- De Massada à Beyrouth : une leçon d'histoire, Presses universitaires de France, 1983, 272 p.
- Être Israël, Stock, Paris, 1979, 484 p. – Série d'articles de 1948 à 1979 : première arrivée en Israël durant la guerre d'Indépendance ; réflexions sur le "miracle" de sa victoire ; etc. (aperçu).
- Simone Weil ou la Haine de soi, Berg International, Paris, 1978, 352 p. (extraits en ligne) – Analyse de la haine juive de soi via une biographie très critique de la mystique chrétienne Simone Weil.
- L'An prochain à Umtata, Berger-Levrault, Paris, 1975, 311 p.
- Dans les oubliettes de l'histoire : La Déclaration Balfour. Hitler juif ? Le vrai Shylock. Dir Yassine. Etats juifs avortés, éd. Vander, Bruxelles-Paris-Louvain, 1975, 236 p.
- L'Antisionisme, éd. Librairie encyclopédique, Bruxelles, 1973, 304 pp.[61].
- Le Point de vue juif, éd. Librairie encyclopédique, Bruxelles, 1970, 287 p.
- Le Sionisme, d'Abraham à Dayan, éd. Librairie encyclopédique, Bruxelles, 1969, 568 p.
- Le néo-judaïsme, La Baconnière, Neuchâtel, 1966, 180 p.[62]
- Livre noir, livre blanc, dossier du Sud-Ouest africain..., Berger-Levrault, Paris, 1966, 260 p.
- Les complices de Dieu, La Baconnière, Neuchâtel, 1963, 222 p.[63]
- Une autre Afrique du Sud..., Berger-Levrault, Paris, 1962, 312 p.[44]
- Le Bouclier de David, Berger-Levrault, Paris, 1960, 308 p. Préfacé par l'amiral français Paul (Pierre[64]) Barjot et par le secrétaire d'État israélien à la Défense Shimon Pérès. – Première monographie sur l'armée israélienne, selon S. Pérès.
- Israël devant l'Afrique et l'Asie, Durlacher, Paris, 1958, p 176. Préface Jacques Soustelle, 1958[65].
- Quand Israël combat, Durlacher, Paris, 1957, 181 p.

### Traductions
- Pays ancien, pays nouveau, traduction de l'allemand du célèbre roman utopique (1902) de Theodor Herzl, intitulé Altneuland, Stock, Paris, 1980.
- Traductions de Isaac Bashevis Singer : Le beau monsieur de Cracovie (1428 p., avec  Marie-Pierre Bay et Jacqueline Chnéour, Le Livre de poche, Paris, 2019) ; Amour tardif (Stock, paris 1982).
- Connaissez le pays d'Israël : éléments d'une géographie, éd. La Terre retrouvée, Paris, 1951. Livre d'Elie Orni, traduit de l'hébreu avec C. Friedmann.
- Moledeth, éd. KKL-France jeunesse, 1953. Traduction de textes anglais de Béatrice Barwell, Yehouda Haezrahi, Isaac Levy, Chmouel Lowensohn.
- Le Haut comité arabe : ses origines, ses membres, ses buts : documents d'archives soumis aux Nations unies en mai 1947, traduit de l'anglais, éd. La Terre retrouvée, 1948, 94 p.
- Autres traductions sur le catalogue BnF.

### Brochures
Paul Giniewski publie aussi des textes de moindre volume, moins de cent pages, souvent en réaction à l'actualité.
- Vers une nouvelle guerre des Juifs ? Le visage d'Israël après Itzhak Rabin, Atlantic, 1996, 27 p.
- La posture d'Israël dans le processus de paix, Atlantic, 1995, 35 p.[66].
- Les accords Israël-O.L.P., Atlantic, 1993, 28 p. – Édition d'un article paru dans Rivista di Studi Politici Internazionali, vol. 60, n°4 (en ligne).
- Les Réfugiés arabes : qui a chassé les Palestiniens de chez eux ?, CIDPI, Paris, 1984, 25 p.
- Les Enseignements de la guerre du Liban, CIDPI, Paris, 1983, 43 p.
- Les seigneurs sous la pierre. 1942-1944, éd. Prudhomme, Grenoble, 1945, 65 p. – Une évocation de ses années de guerre : « J'ai vu des jeunes Juifs se défendre et vaincre »[11].

### Articles
Paul Giniewski commence sa carrière journalistique à Paris comme collaborateur puis rédacteur en chef du journal du KKL-France La Terre Retrouvée, ; antérieurement, à Grenoble, durant la guerre, son réseau l'avait chargé de rédiger sa Lettre d'information clandestine.
Il publie ensuite un grand nombre d'articles dans de nombreux journaux et revues (dont Le Monde, Le Figaro, Historia, Politique Internationale, Défense nationale, Le Monde diplomatique, Politique étrangère, Association France-Israël, Le Lien Israël-Diaspora, Rivista di studi politici internazionali, Studia diplomatica, Arutz 7), notamment :
- 199 articles de Paul Giniewski sur JSTOR (en ligne).
- 52 articles et livres au catalogue de Sciences Po (en ligne).
- Dans la revue Politique étrangère de l'IFRI : 15 articles (1954 à 1975), dont :
  - Le traité de réparations israélo-allemand du 10 septembre 1952 (en ligne) ;
  - La situation militaire d'Israël, 1962 (en ligne) ;
  - Il y a 70 ans, sionistes et Arabes signaient la paix, 1989 (en ligne) ;
- Articles de, ou sur Paul Giniewski sur Sefarad.org.
- Sélection d'articles de Paul Giniewski par DesInfos, 2004-2010 (en ligne).
- Israël : un pont entre l’Europe et l’arabisme, Le Monde diplomatique, mars 1973.
- L'état juif de Napoléon, Historia, n° 480, 1986.
- La Perestroïka, Israël et les Juifs, Politique internationale, n° 46, hiver 1989-1990, pp. 135-153.
- Les accords Israël-OLP : un armistice, la paix ou un leurre ?, 1993 (en ligne).
- “Septembre Noir” 2001 : la catastrophe du World Trade Center et le conflit israélo-arabe, Rivista di studi politici internazionali, 2001-10/12 (en ligne).
- À propos du "droit au retour", 2002 (en ligne).
- Pour que vive Israël et la civilisation, présentation du livre de l'Égyptien Magdi Allam, Viva Israele - Dall'ideologia della morte alla civiltà della vita: la mia storia, 2007 (en ligne).
- L’autodestruction de l’Europe, 2011 (en ligne).

### Vidéos
- Herzl, un utopiste, conférence de Paul Giniewski, vidéo de 41 min, sur Akadem.